# Guy-Toussaint-Julien Carron
Pour les articles homonymes, voir Carron.
Guy-Toussaint-Julien Carron, né à Rennes le 23 février 1760 et mort à Paris le 15 mars 1821, est un prêtre catholique français du diocèse de Rennes, fondateur de plusieurs institutions de charité et auteur de nombreux ouvrages de piété devenus populaires.

## Biographie
Vicaire à Saint-Germain de Rennes, il fonde en 1789 un atelier de charité en achetant une manufacture de toiles à la Piletière, où sont employés 2 000 pauvres, puis ouvre un asile pour les filles arrachées à la rue. 
Ayant refusé de prêter serment à la constitution civile du clergé, il est emprisonné, puis déporté en 1792 à Jersey, où il fonde des écoles, une bibliothèque et une pharmacie pour les émigrés. Il se rend ensuite à Londres, où il fonde deux hospices, un séminaire et plusieurs écoles gratuites pour rendre service aux émigrés (manufacture, asile, écoles, bibliothèque), ce qui lui vaut les félicitations personnelles de Louis XVIII. Rentré en France au retour des Bourbons, il est nommé directeur de l'Institut de Marie-Thérèse, ou Institut des nobles orphelins, fondé pour les jeunes personnes de familles ruinées pendant la Révolution.
Son neveu, Philippe-Marie-Thérèse-Gui Carron, deviendra évêque du Mans.

## Choix de publications
- Les Trois Héroïnes chrétiennes, ou Vies édifiantes de trois jeunes demoiselles, 1782
- Modèles du clergé, ou Vies édifiantes de Messieurs Jean-Augustin Frétat de Sarra, évêque de Nantes, Joseph-Augustin Boursoul, gardien de l'hôpital Saint-Yves de Rennes, Vincent-Toussaint Beurier, prêtre de la Congrégation des Eudistes, Gabriel-Charles-Joseph Morel de La Motte, chanoine de l'église de Rennes, 1787
- Les Époux charitables, ou Vies de M. le Cte et de Mme la Ctesse de La Garaye, 1782
- Des Services que les femmes peuvent rendre à la religion, suivi de La Vie des dames françaises les plus illustres en ce genre dans le XVIIe siècle, 1801
- Pensées chrétiennes, ou Entretiens de l'âme fidèle avec le Seigneur pour tous les jours de l'année, 4 vol., 1801-1809
- Le Modèle des prêtres, ou Vie de J. Brydaine, 1803
- Les Nouvelles Héroïnes chrétiennes, ou Vies édifiantes de seize jeunes personnes, 2 vol., 1815
- Vies des justes dans la profession des armes, 1815
- Les Écoliers vertueux, ou Vies édifiantes de plusieurs jeunes gens proposés pour modèles, 1816
- Vie des justes dans l'état du mariage, 2 vol., 1816
- Vie des justes dans l'étude des lois, ou dans la magistrature, 1816
- Vies des justes parmi les filles chrétiennes, 1816
- Vie des justes dans les conditions ordinaires de la société, 1816
- Vies des justes dans les plus hauts rangs de la société, 4 vol., 1817
- Vies des justes dans les plus humbles conditions de la société, 1817
- La Route du bonheur, ou Coup d'œil sur les connaissances essentielles à l'homme, 1817
- L'Art de rendre heureux tout ce qui nous entoure, ou Petit Traité sur le caractère, 1817
- La Vertu parée de tous ses charmes, ou Traité sur la douceur, 1817
- L'Heureux Matin de la vie, ou Petit traité sur l'humilité, 1817
- Le Beau Soir de la vie, ou Petit Traité sur l'amour divin, précédé des lettres d'Ariste à Philémon, 1817
- Vies des dames françaises qui ont été les plus célèbres dans le XVIIe siècle par leur piété et leur dévouement pour les pauvres, précédées de trois dialogues et trois lettres sur les services que les femmes peuvent rendre à la religion dans l'exercice des bonnes œuvres, 1817
- Modèles d'une tendre et solide dévotion à la mère de Dieu, dans le premier âge de la vie, 1818
- De l'Éducation, ou Tableaux des plus doux sentiments de la nature, 2 vol., 1819
- Les Confesseurs de la foi dans l'Église gallicane à la fin du XVIIIe siècle, ouvrage rédigé sur des mémoires authentiques, 4 vol., 1820
- Nouveaux Justes dans les conditions ordinaires de la société, ou Vies de Mlle Victorine Conen de Saint-Luc, décapitée en 1794, du Cte Jean-Baptiste-Ignace-Isidore de Forbin, décédé en 1814, de Melles Franç-Marie-Thérèse Dargent, décédée en 1813, Marie-Amélie Sauvage, en 1817, Céleste-Marie-Claire Mettrie Offray, en 1817, Adélaïde-Marie de Cicé, en 1818, 1822
- L'Ecclésiastique accompli, ou Plan d'une vie vraiment sacerdotale, 5e édition, augmentée des Maximes ecclésiastiques, précédée d'une notice sur la vie de l'auteur, 1823

## Source
Cet article comprend des extraits du Dictionnaire Bouillet. Il est possible de supprimer cette indication, si le texte reflète le savoir actuel sur ce thème, si les sources sont citées, s'il satisfait aux exigences linguistiques actuelles et s'il ne contient pas de propos qui vont à l'encontre des règles de neutralité de Wikipédia.